# Walter Burley

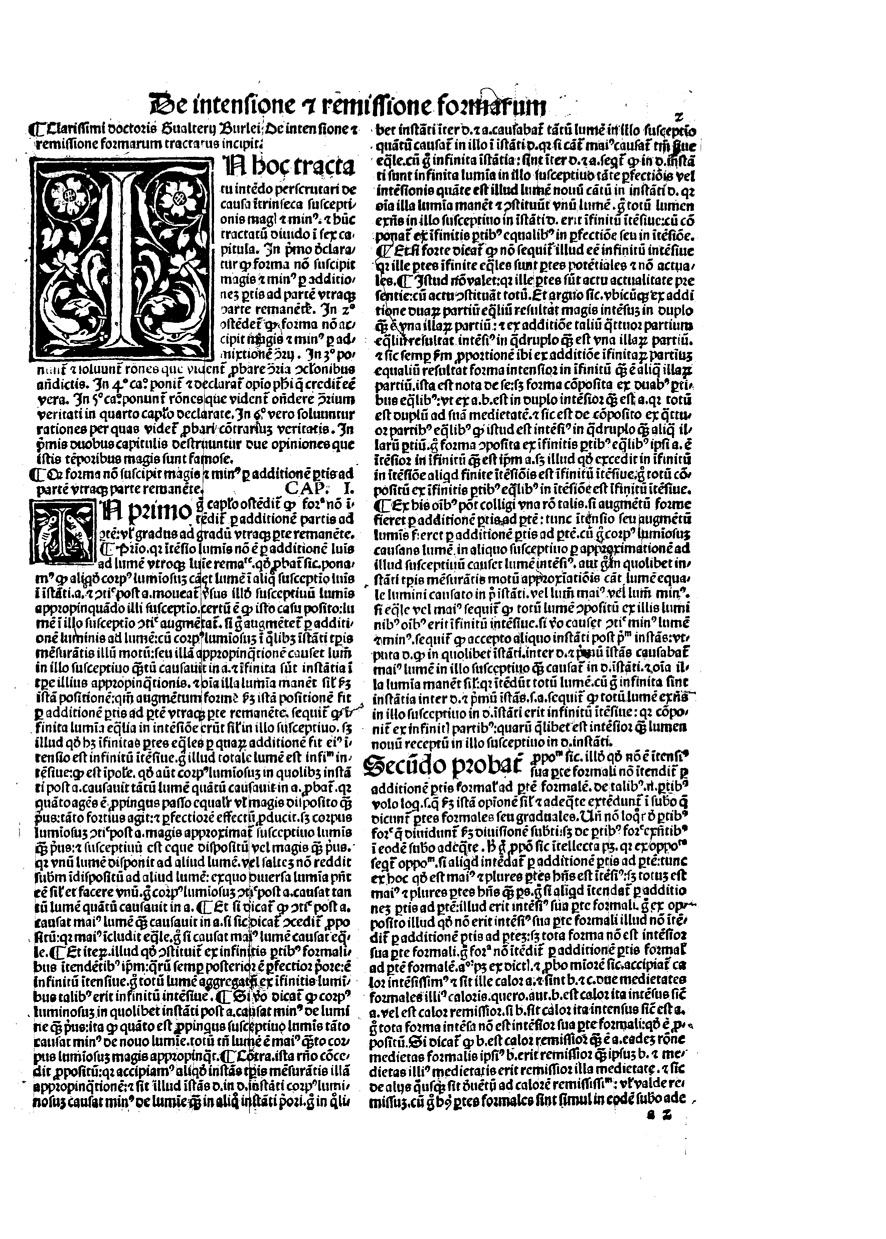
De intensione et remissione formarum, 1496

Walter Burley (auch Walter von Burley, lateinisch Burlaeus oder Burleus; die Namensform „Burleigh“ ist falsch; * 1274 oder 1275 in Burley-in-Wharfedale [Yorkshire]; † nach 1344) war ein spätmittelalterlicher englischer Philosoph und ein geistiger Wegbereiter der Oxford Calculators. Bedeutung erlangte er vor allem als Kritiker des von Wilhelm von Ockham vertretenen Nominalismus. Sein Ehrenname war Doctor planus et perspicuus („Klarer, deutlicher Lehrer“).

## Leben
Burley studierte am Merton College der Universität Oxford, wo er spätestens 1301 den Grad eines Magister artium erlangte. Er lehrte dann dort zumindest bis 1305 an der Artistenfakultät. Spätestens ab 1310 lebte er in Paris, wo er bei Thomas Wilton Theologie studierte und spätestens 1324 den theologischen Magistergrad erlangte. 1321 ist er erstmals als Priester bezeugt. An der Pariser Universität lehrte er bis 1327. Am 1. Februar 1327 bestieg in England König Eduard III. nach der erzwungenen Abdankung seines Vaters Eduard II. den Thron. Dieser Machtwechsel eröffnete Burley, der zu den Gegnern Eduards II. und Anhängern des neuen Herrschers gehörte, neue Karrierechancen. Schon im Februar 1327 beauftragte ihn Eduard III. mit einer Gesandtschaft an den päpstlichen Hof in Avignon. In den folgenden Jahren war er wiederholt im Auftrag des Königs unterwegs; so war er 1330 und 1343 erneut an der Kurie, wo seine entschiedene Gegnerschaft zu Ockham gewiss geschätzt wurde. 1341 hielt er in Bologna eine Disputation (disputatio de quolibet). Zeitweilig hielt er sich auch in seiner englischen Heimat auf. Dort wurde er 1336 wegen eines Waldfrevels – er hatte ohne Erlaubnis zwei Eichen fällen lassen – zu einer Haftstrafe verurteilt, aber auf Veranlassung seines Gönners Richard de Bury, des Bischofs von Durham, begnadigt. Im Jahr 1344 ist er letztmals als lebend bezeugt.
Burley galt früher als Verfasser des Liber de vita et moribus philosophorum, einer doxographisch-biographischen Darstellung des nichtchristlichen antiken Geisteslebens. Erst neuere Forschungen haben gezeigt, dass dieses im Spätmittelalter sehr populäre Werk ihm zu Unrecht zugeschrieben wurde.

## Werke
Burley verfasste über 50 Werke, die erst teilweise herausgegeben sind. Es handelt sich vor allem um Kommentare zu vielen Schriften des Aristoteles. Burleys besonderes Interesse galt der Logik. Unter anderem kommentierte er folgende Werke des Corpus Aristotelicum: Kategorien, De interpretatione, Analytica posteriora, Topik, Sophistische Widerlegungen, Physik, De generatione et corruptione, De anima, Parva naturalia, Problemata, De motu animalium, Metaphysik, Nikomachische Ethik, Politik. In Auseinandersetzung mit der nominalistischen Position Wilhelms von Ockham vertrat er im Universalienstreit einen gemäßigten Universalienrealismus. Scharfe Bemerkungen Burleys lassen erkennen, dass sein Konflikt mit Ockham auf heftige Weise ausgetragen wurde. Außer den Aristoteleskommentaren verfasste er unter anderem folgende Werke:
- Expositio super librum Porphyrii (Kommentar zur Isagoge des Porphyrios)
- Kommentar zum Liber sex principiorum des Gilbert von Poitiers
- De puritate artis logicae
- Tractatus de universalibus realibus (1492/93) (Abhandlung über die realen Universalien)
- Tractatus de potentiis animae (Abhandlung über die Fähigkeiten – Vermögen – der Seele)
- Summa alphabetica problematum (eine Art Lexikon der aristotelischen Philosophie)
- Sophismata insolubilia

## Textausgaben und Übersetzungen
- In physicam Aristotelis expositio et quaestiones : ac etiam quaestio de primo & ultimo instanti. Venetiis: Torresanis de Asula, 1501 (Digitalisierte Ausgabe der Universitäts- und Landesbibliothek Düsseldorf).
- In physicam Aristotelis expositio et quaestiones. Hildesheim 1972, ISBN 3-487-04143-X (Nachdruck der Ausgabe Venedig 1501 des Kommentars zur Physik des Aristoteles).
- De sensibus. Hrsg. v. Herman Shapiro und Frederick Scott. München 1966 (online)
- Von der Reinheit der Kunst der Logik. Erster Traktat. Hrsg. v. Peter Kunze. Meiner, Hamburg 1988. ISBN 978-3-7873-0717-3 (lateinischer Text von De puritate artis logicae tractatus longior mit deutscher Übersetzung).
- Tractatus de universalibus. Traktat über die Universalien, lateinisch-deutsch. (= Abhandlungen der Sächsischen Akademie der Wissenschaften zu Leipzig. Phil.-Hist. Klasse, Bd. 75, H. 5). Übersetzt und hrsg. von Hans-Ulrich Wöhler. Stuttgart/Leipzig 1999.
- Commentarium in Aristotelis De Anima L.III, Manuscripts facsimiles: MS. Vaticano lat. 2151, f.1-88 , MS. Lambeth 143, f.76-138 , MS. Lambeth 74, f.33-109 ,  MS. Oxford Balliol College 92, f.9-200 , online interaktive Paläografie Transkription mit Französisch und Italienisch-Übersetzung von Mario Tonelotto, 2014.